# Lochness (sang)
Lochness er en sang, lavet af det engelske heavy metalband Judas Priest til deres 15. album Angel of Retribution. Sangen er 13 minutter og 30 sekunder lang og dermed bandets længste nogensinde, og den fortæller om myten om Loch Ness-uhyret.
Sangen har en lang guitarsolo i midten af sangen, som varer over 1 minut samt en mindre guitarsolo til sidst i sangen.